# Numerianus
Marcus Aurelius Numerius Numerianus, česky často nazývaný Numerián (kolem 253 – listopad 284 Malá Asie), byl římský císař vládnoucí spolu se svým bratrem Carinem v letech 283–284. Pod jeho správou se nacházela východní polovina říše, západní provincie kontroloval Carinus.
V rámci dějin antického Říma patří Numerianova vláda k nejméně probádaným obdobím. Je to dáno tím, že samostatnou biografii mu věnuje jen pozdně antická Historia Augusta, která má pro 3. století problematickou hodnotu. Ostatní autoři pak poskytují pouhý rámec, z něhož lze sestavit značně neúplný obraz.

## Původ a kariéra
Numerianus byl mladším synem císaře Cara a jeho jménem neznámé manželky. Sám byl ženatý s dcerou Carova prefekta pretoriánů Lucia Flavia Apra, rovněž jménem neznámou, děti patrně žádné neměl. Jeho kariéru ve strukturách impéria lze sledovat až od okamžiku, kdy se stal v závěru roku 282 krátce po svém bratru Carinovi caesarem, tedy mladším spoluvladařem císaře Cara.

## Proklamace za císaře
Za císaře byl Numerianus prohlášen ihned po otcově smrti v červenci nebo srpnu 283 poblíž Ktésifóntu, během výpravy proti Peršanům. Jeho bratr Carinus, který v té době pobýval na západě římské říše, císařskou hodnost obdržel již na jaře, takže nyní začala spoluvláda obou sourozenců. V době své proklamace byl Numerianus nejenom caesarem, ale měl i titul imperátora a prokonzula.

## Vláda
Numerianovou hlavní snahou po převzetí vlády bylo ukončit konflikt s perským králem Bahrámem II. a odvést římskou armádu, v jejímž čele po otcově smrti stanul, zpátky na území impéria. V důsledku oční choroby cestoval většinou v krytých nosítkách, okolnost, která měla sehrát významnou roli. Na přelomu let 283/284 dosáhlo vojsko v pořádku Sýrie, kde Numerianus strávil několik následujících měsíců. Mezitím spolu s Carinem nastoupil svůj první konzulát a uspořádal poměry na východě.
S počátkem jara 284 zahájil Numerianus další pochod na západ směrem k Bosporu. Avšak někdy v průběhu cesty byl podle většiny antických historiků úkladně zavražděn svým tchánem Aprem, který se chtěl patrně sám zmocnit trůnu. Císařova nosítka dlouho zločin maskovala, neboť Aper předstíral, že oční choroba císaři brání vyjít ven. Teprve zápach rozkládajícího se těla vše prozradil.
Podle Historie Augusty byl Numerianus dobrý řečník, nadaný básník a též autor několika odborných spisů. Vcelku pozitivně o něm hovoří i ostatní prameny, ačkoli se jeho osobností a charakterem podrobněji nezabývají. Jeho smrt vrahům v čele s Aprem nijak neprospěla, neboť vojsko prohlásilo za císaře vojevůdce Diocla, nikoli Apra, a Diocles (který jako císař přijal jméno Diocletianus) se s pachateli tvrdě vypořádal.